# Hamme (Kelet-Flandria)
Hammel belgiumi város, amely a flandriai Kelet-Flandria tartományban, Dendermonde járásban található. A város, amelynek több, mint 23 000 lakosa van, a Schelde és a Durme folyók torkolata között, szinte teljesen sík vidéken fekszik, amelyet a tengertől hódítottak vissza.
Közigazgatásilag Hamme városához tartozik még a szomszédos Moerzeke település, illetve St. Anna, Zogge és Kastel falvak.
| Település neve                    | Területe (km²)        | Lakossága (2005. december 31.) |
| --------------------------------- | --------------------- | ------------------------------ |
| Hamme - Hamme - Sint-Anna - Zogge | 23,61 14,86 4,29 4,46 | 18.874 16.488 812 1.574        |
| Moerzeke - Moerzeke - Kastel      | 16,77 9,78 6,99       | 4.360 2.960 1.400              |

Forrás: www.hamme.be - Hamme önkormányzat

## Látnivalók, érdekességek
- A város főterén álló, 12. szd-i Sint-Pieters Banden templomot 1740-ben klasszicista stílusban átépítették, eredeti állapotában csak a nyugati torony maradt meg.
- Moerzeke területén található a X. Piusz pápáról elnevezett kápolna, ahol a flamand pap, Edward Poppe van eltemetve. Poppe-t 1999-ben II. János Pál pápa boldoggá avatta.
- Hamme közelében található a Lippenbroek polder, amely a Schelde folyó torkolatának édesvízi része és jelenleg itt próbálják a torkolatra jellemző tájat és élővilágot visszaállítani.
- A Durme folyó torkolatának közelében áll Filip De Pillecyn flamand író, Hamme szülöttének emlékműve.

## Politika
A város polgármesterei:
- Theodore Vermeire (1839–1859)
- Philippe De Kepper (1896–1897)
- Gustave Van Driessche
- ? Lambrechts
- ? Van Overstraeten
- Edmond De Geyter
- Gustave Boeykens (BSP) (1971–1976),
- Louis Baert (CD&V) (1977–1993)
- Paul Van de Casteele (CD&V) (1994–)

## A város híres szülöttei
- Ferdinand Bracke, kerékpárversenyző
- Jules De Brouwer, belga munkáspárti politikus
- Herman Brusselmans, író
- Amaat Joos, népművész
- Filip De Pillecijn, író
- Kristel Verbeke, énekes, színésznő
- Petrus Vertenten, hittérítő